# Mount Vernon (Maine)
Mount Vernon es un pueblo ubicado en el condado de Kennebec en el estado estadounidense de Maine. En el Censo de 2010 tenía una población de 1.640 habitantes y una densidad poblacional de 14,58 personas por km².

## Geografía
Mount Vernon se encuentra ubicado en las coordenadas 44°27′59″N 69°57′38″O / 44.46639, -69.96056. Según la Oficina del Censo de los Estados Unidos, Mount Vernon tiene una superficie total de 112.47 km², de la cual 98.17 km² corresponden a tierra firme y (12.71%) 14.3 km² es agua.

## Demografía
Según el censo de 2010, había 1.640 personas residiendo en Mount Vernon. La densidad de población era de 14,58 hab./km². De los 1.640 habitantes, Mount Vernon estaba compuesto por el 98.23% blancos, el 0.06% eran afroamericanos, el 0.37% eran amerindios, el 0.12% eran asiáticos, el 0% eran isleños del Pacífico, el 0.12% eran de otras razas y el 1.1% pertenecían a dos o más razas. Del total de la población el 0.73% eran hispanos o latinos de cualquier raza.